# H.C. Ørsted Medaljen
 Der er for få eller ingen kildehenvisninger i denne artikel, hvilket er et problem. Du kan hjælpe ved at angive troværdige kilder til de påstande, som fremføres i artiklen.

H.C. Ørsted Medaljen er en pris af Selskabet for Naturlærens Udbredelse (SNU) i Danmark. Denne medalje er opkaldt efter H.C. Ørsted , der grundlagde selskabet i 1824, og består af:
- Guldmedaljen gives for fremragende videnskabelige arbejder inden for fysikkens og kemiens områder. Der skal være tale om forskning i verdensklasse, og modtageren skal have publiceret inden for de seneste år.
- Sølvmedaljen gives for fremragende skriftlig formidling af eksakt naturvidenskab til bredere kredse gennem en længere årrække.
- Bronzemedaljen gives for mangeårig fremragende formidling af eksakt naturvidenskab til bredere kredse, fx gennem undervisning, museumsvirksomhed, arrangement af konkurrencer, foreningsvirksomhed eller tilsvarende.

## Medaljemodtagere
Denne liste er ufuldstændig; hjælp gerne med at udfylde den.

### H.C. Ørsted Medaljen – GULD
- 2024: Professor Jens Nørskov
- 2024: Professor Morten Meldal
- 2020: Professor Charles M. Marcus
- 2019: Professor Karl Anker Jørgensen
- 1989: Professor Thor A. Bak
- 1977: Professor K.A. Jensen
- 1977: Knud Hallas-Møller
- 1974: Professor Jens Lindhard
- 1970: Professor Christian Møller
- 1970: Professor Aage Bohr
- 1965: Professor Bengt Strömgren
- 1959: Professor J.A. Christiansen
- 1959: Civilingeniør Paul Bergsøe
- 1952: Professor Alex Langseth
- 1941: Professor Kaj Linderstrøm-Lang
- 1928: Professor P.O. Pedersen
- 1928: Professor Niels Bjerrum
- 1928: Professor J.N. Brønsted
- 1924: Professor Niels Bohr
- 1916: Professor Martin Knudsen
- 1912: Professor Christian Christiansen
- 1909: Professor S.P.L. Sørensen

### H. C. Ørsted Medaljen – SØLV
- 2022: Musiker, biolog, forsker og foredragsholder Johan Olsen[1]
- 2021: Lektor Samel Arslanagic
- 2020: Videnskabsjournalist Jens Ramskov
- 2019: Lektor Thomas Bolander
- 2016: Lektor Anja Cetti Andersen
- 2000: Dr. scient. Jens Martin Knudsen
- 1999: Professor Ove Nathan
- 1991: Professor, dr. phil. N.O. Lassen
- 1990: Videnskabsjournalist Jens J. Kjærgaard
- 1988: Forlægger Niels Blædel
- 1980: Lektor K.G. Hansen
- 1965: Sekretær, frk. Ellen Schultz
- 1912: Konservator Jens Christian Hornung

### H. C. Ørsted Medaljen – BRONZE
- 2023: Lektor Nicolai Bogø Stabell
- 2023: Lærer Per Saxtorph Jørgensen
- 2022: Lektor Lisbeth Tavs Gregersen
- 2022: Lærer Peter Blirup
- 2021: Lærer Hans Emil Sølyst Hjerl
- 2021: Lektor Anja Skaar Jacobsen
- 2020: Lærer Stefan Emil Lemser Eychenne
- 2020: Lærer Claus Rintza
- 2020: Lektor Lasse Seidelin Bendtsen
- 2019: Lektor Michael Lentfer Jensen
- 2019: Lærer Jeannette Overgaard Tejlmann Madsen
- 2018: Lektor Ole Bakander
- 2017: Lektor Bjarning Grøn
- 2016: Lektor Martin Frøhling Jensen
- 2015: Lektor Henrik Parbo
- 2014: Lektor Pia Halkjær Gommesen
- 2013: Lektor Niels Christian Hartling
- 2013: Lektor Peter Arnborg Videsen
- 2012: Rektor Jannik Johansen
- 2006: Lektor Finn Berg Rasmussen
- 2004: Lektor Erik Schou Jensen
- 2003: Videnskabsjournalist Ryan Holm
- 2001: Direktør Asger Høeg
- 1969: Laboratoriebetjent Svend Åge Fyrsterling
- 1967: Docent H. Rahbek
- 1967: Professor Henning Højgaard Jensen
- 1965: Fru Inge Høst